# Cosmarium favum
Cosmarium favum là một loài Song tinh tảo trong họ Desmidiaceae, thuộc chi Cosmarium.